# Paul Horn
Paul Horn (n. 17 martie 1930, New York City, New York, SUA – d. 29 iunie 2014, Vancouver, British Columbia, Canada) a fost un musician de jazz, compozitor american, flautist, și un pionier timpuriu al muzicii New Age.

## Biografie
Horn a început să cânte la pian la vârsta de patru ani, la 10 ani la clarinet, și la saxofon la 12. A studiat la clarinet și flaut la Conservatorul de Muzică Oberlin din Ohio, câștigând o diplomă de licență. Iar la Școala de Muzică din Manhattan obține o diplomă de master.
Mutându-se la Los Angeles, Horn se alătură cvintetului Chico Hamilton]] din 1956 până în 1958, înregistrându-și în 1960 albumul de debut Something Blue. Stabilindu-se ca un instrumentist de ședință pe Coasta de Vest, el interpretează în Orchestra lui Duke Ellington Suite Thursday și colaborează cu Nat King Cole, Tony Bennett și alții. În 1970, împreună cu cea de-a doua soție, se mută pe Insula Vancouver, Victoria, Columbia Britanică, Columbia Britanică. Își formează propriul cvintet și înregistrează coloane sonore pentru filmele pentru 
Consiliul Național de Film din Canada. 
Este cunoscut pentru inovațiile aduse, atât pe flautul metalic cât și pe cel tradițional din lemn, și pentru înregistrările pentru albumul său de referință "Inside", ce oferă sunete spațioase, cu ecou, create în locuri cu semnificație spirituală. Albumul e creat pe înregistrările tainice ale lui Horn din Taj Mahal în timpul călătoriei acestuia în India] în 1968, unde a fost împreună cu The Beatles, continuând cu înregistrări din interiorul Marei Piramide din Giza, și o reîntoarcere în Taj Mahal în 1989. De atunci Horn a făcut înregistrări similare, într-o catedrală, în canioanele din Sud-vest cu Nativul flautist American R. Carlos Nakai, și cu Orci.
În 1998, el a reușit să înregistreze în interiorul zidurilor de la Palatul Potala din Lhasa, Tibet. Horn a fost primul occidental căruia i se acordă permisiunea de a interpreta în interiorul acestei structuri massive, considerată drept legătura spirituală a budismului tibetan. Horn urma să se întoarcă în Tibet în 2003, pentru filmări pe muntele sfânt Kailash, unde Horn urma să împrăștie cenușa partenerului său de călătorie, călugăr budist Lama Tenzin. Fiind un practicant al muzicii jazz, multe din lucrările sale sfidează această clasificare. Precum seriile Inside, el a mai înregistrat și alte albume de jazz cu muzicieni din o serie de culturi și medii, inclusiv China și Africa.

## Discografie
- House of Horn (1957, Dot Records)
- Plenty of Horn (1958, Dot)
- Clutch Cargo Coloană sonoră (1959)
- Impressions (1959, World Pacific Records) cu The Paul Horn Four
- Something Blue (1960, HiFi Jazz)
- The Jazz Years (1961)
- Sound of Paul Horn (1961, Columbia Records)
- The Sound of Paul Horn (1961, Columbia) cu vibrafonistul Emil Richards
- Profile of a Jazz Musician (1962, Columbia) de asemenea cu Richards
- Impressions of Cleopatra (1963, Columbia)
- Jazz Suite on the Mass Texts (1964, RCA Victor) cu Lalo Schifrin
- Cycle (1965, RCA Victor)
- Here's That Rainy Day (1966, RCA Victor) cu Quintet
- Monday, Monday (1966, RCA Victor) aranjat și condus de Oliver Nelson
- Paul Horn In India (1967, World Pacific)
- Paul Horn In Kashmir (1967, World Pacific)
- Inside (album) (1968, Epic Records) (cunoscut și ca Inside the Taj Mahal)
- Inside II, (1972)
- Visions (1974)
- The Altitude of the Sun (1975)
- Special Edition (1975)
- Nexus (1975)
- Inside the Great Pyramid (1976)
- Riviera Concert (1977)
- Dream Machine (1978)
- China (1981)
- Inside the Cathedral (1983)
- Traveler (1985)
- Sketches: A Collection (1986)
- The Peace Album (1988) - muzică de Crăciun
- Brazilian Images (1989)
- Inside the Taj Mahal, Volume 2 (1989)
- Nomad (1990)
- Africa (1994)
- Music (1997)
- Inside Canyon de Chelly (1997) - cu R. Carlos Nakai
- Inside Monument Valley (1999) - cu Nakai
- Tibet: Journey to the Roof of the World (2000)
- Imprompture (2001)
- Journey Inside Tibet (2001)

### Ca acompaniator
cu Lorez Alexandria
- More of the Great Lorez Alexandria (Impulse!, 1964)

cu Lalo Schifrin
- Gone with the Wave (Colpix, 1964)

## Filmografie
- A Bucket of Blood (1959) (intro solo saxofon)